# هری مورگان (دکستر)
کارآگاه هری مورگان (به انگلیسی: Harry Morgan) یک شخصیت خیالی خلق شده توسط جف لیندسی در سری کتاب‌های دکستر و مجموعه تلویزیونی با همین نام می‌باشد. در مجموعه تلویزیونی جیمز رمار نقش هری مروگان، به عنوان یک افسر پلیس که پدر دکستر مورگان می‌باشد را ایفا می‌کند و تنها در ذهن دکستر و صحنه‌های گذشته‌نمایی حضور دارد.